# مغزرة أناضولية
مغزرة أناضولية (الاسم العلمي: Polygala anatolica) هي نوع نباتي يتبع جنس المغزرة من فصيلة المغزرية.